# کاتن‌وود هایتس (یوتا)
کاتن‌وود هایتس (به انگلیسی: Cottonwood Heights) شهری در ایالت یوتا کشور ایالات متحده آمریکا است که جمعیت آن در سرشماری سال ۲۰۱۰ میلادی، ۳۳٬۴۳۳ نفر بوده‌است.